# Закон Лос-Анджелеса
«Закон Лос-Анджелеса» (англ. L.A. Law) — американский юридический телесериал, выходивший на канале NBC с 1986 по 1994 год. Сериал достиг успеха как у зрителей, так и среди критиков, выиграв 15 премий «Эмми», в том числе и дважды в категории за «Лучший драматический сериал».

## Обзор
В середине 80-х годов XX века обилие полицейских сериалов привело к падению их популярности. Зрителей волновал главный вопрос: «А возможно ли правосудие на самом деле?»
Продюсер известного сериала «Блюз Хилл-стрит» Стивен Бочко выступил с идеей создания телепроекта, сюжеты которого основывались бы на реальных событиях. Так родился сериал, положивший начало целому направлению в телеиндустрии. Теперь главными героями становятся не полицейские, а адвокаты, обсуждающие актуальные вопросы, связанные с соблюдением законов, преступностью, возмездием.
Идеи сценариев заимствовались прямо из газетных передовиц. При этом многие серии даже основывались на реальных событиях. Юридические и моральные проблемы, которые выносятся на обсуждение в каждой серии, вовлекают зрителя в дискуссию, находятся в центре внимания суда, размышляющего, с какой стороны подойти к решению вопросов.
Так, например, персонажа по имени Мортон Дауни, ведущего телешоу, в сериале судили за то, что в своих передачах он подстрекал неонацистов к погромам и насилию. При этом подобные подстрекательства действительно имели место в реальном «Шоу М. Дауни-младшего» и в «Шоу Джеральдо» за несколько месяцев до этого.
«Закон Лос-Анджелеса» стал самым популярным и самым злободневным сериалом на ТВ. Об этом свидетельствуют многочисленные номинации на премию «Эмми», отзывы критиков и мешки зрительских писем. Пиком значимости телепроекта можно считать выход серий после знаменитых лос-анджелесских беспорядков. В сериале показали не только несколько версий по делу Родни Кинга, но и воссоздали нашумевшие процессы над офицерами полиции, а также уличный бунт.
Таким образом, телевидение стало не просто видом искусства, имитирующим окружающую действительность. Мгновенно реагируя на события жизни, оно стало идеологическим дайджестом, с помощью телевизионной драмы удовлетворяющим потребность общества в глубоком осмыслении происходящего.
В течение восьми сезонов зрители сопереживали происходящему на экране. По сути, лос-анджелесский телевизионный взгляд на юриспруденцию учил их нормам поведения в современной жизни, возможностям противостоять ситуациям, противоречащим их моральным и нравственным принципам.
Постепенно сериал вытеснили из эфира более реалистичные, так называемые «судебные шоу». Вслед за «Законом Лос-Анджелеса» появилось полдюжины прайм-таймовых юридических сериалов, среди которых можно назвать «Закон и порядок», дневные судебные сериалы «Суд по бракоразводным делам» и «Судья», а также программы, посвящённые реальным судебным процессам (например, «Народный суд» и успешный кабельный канал «Судебное ТВ»).

## Актёры
На протяжении восьми сезонов в сериале снималось несколько десятков актёров. Для некоторых из них проект стал своеобразной «путёвкой в жизнь».
Из актёров, известных российскому зрителю, в одной из основных ролей засветился Эй Мартинес (Круз Кастильо из «Санта-Барбары»). Яркий образ создала на экране Сьюзан Дей («Эхо-парк»), сыгравшая строгого, справедливого и честного помощника окружного прокурора.
В основных ролях заняты:
- Корбин Бернсен — Arnie Becker (171 эпизод, 1986—1994)
- Джилл Айкенберри — Ann Kelsey (171 эпизод, 1986—1994)
- Алан Рачинс — Douglas Brackman, Jr.  (171 эпизод, 1986—1994)
- Мишель Такер — Stuart Markowitz (171 эпизод, 1986—1994)
- Ричард А. Дайсарт — Leland McKenzie (171 эпизод, 1986—1994)
- Блэр Андервуд — Jonathan Rollins (149 эпизодов, 1987—1994)
- Ларри Дрейк — Benny Stulwicz (139 эпизодов, 1987—1994)
- Сьюзан Руттан — Roxanne Melman (138 эпизодов, 1986—1993)
- Сьюзан Дей — Grace Van Owen (126 эпизодов, 1986—1992)
- Джимми Смитс — Виктор Сифуэнтес (107 эпизодов, 1986—1992)
- Гарри Гэмлин — Michael Kuzak (105 эпизодов, 1986—1991)
- Мишель Грин — Abby Perkins (105 эпизодов, 1986—1991)
- Шейла Келли — Gwen Taylor (42 эпизода, 1990—1993)
- Джон Спенсер — Tommy Mullaney (83 эпизода, 1990—1994)
- Эй Мартинес — Daniel Morales (1992—1994)
- Деби Мазар — Denise Ianello (1993—1994)

В разное время в сериале появлялись такие актёры, как Джеймс Эрл Джонс (в роли Ли Эткинса), Сила Уорд (Линетт Пирс), Дженнифер Родс (мисс Гилковски), Винсент Айризарри (Питер Брозенс), Николас Костер (Брайан Янг), Тери Хэтчер (Трейси Шу), Майкл Даррел (Джозеф Шеффер), Харли Козак (Рикки Дэвис), Дон Синклер Дэвис (судья Ричард Бартек), Кевин Спейси (Жилс Кинан). Также в «Законе Лос-Анджелеса» были заняты Дэн Кастелланета, Аманда Донохью, Гриффин Данн, Дэннис Фарина, Дэвид Швиммер, Джоан Северанс.

## Интересные факты
- Сопродюсер, а с третьего сезона главный продюсер сериала Дэвид Келли (юрист по образованию, имевший юридическую практику в Бостоне) написал сценарии около 70 серий. Его работы считаются наиболее успешными, поскольку именно при нём фильм получал премию «Эмми» как «Лучший драматический сериал».
- Премьера сериала в США состоялась 3 октября 1986 года, а уже через год, в сентябре 1987 гоlf проект был запущен в Европе. «Закон Лос-Анджелеса» показали в Великобритании, Швеции и Франции.
- С 1986 по 1994 год фильм номинировался более 100 раз на различные кинонаграды. Среди самых престижных премий, полученных создателями проекта, можно назвать приз Американской гильдии режиссёров (Directors Guild of America) в 1990 году, «Эмми» за «Лучший драматический сериал» (1987, 1989, 1990, 1991) и «Лучший сценарий» (1987, 1990), «Золотой глобус» в 1987 году за «Лучший телевизионный сериал», а также «Золотой глобус» Сьюзен Дэй («Лучшая актриса сериала», 1988), Джил Айкенберри («Лучшая актриса сериала», 1989) и Аманде Донохью («Лучшая актриса второго плана», 1992).